# Crux gemmata

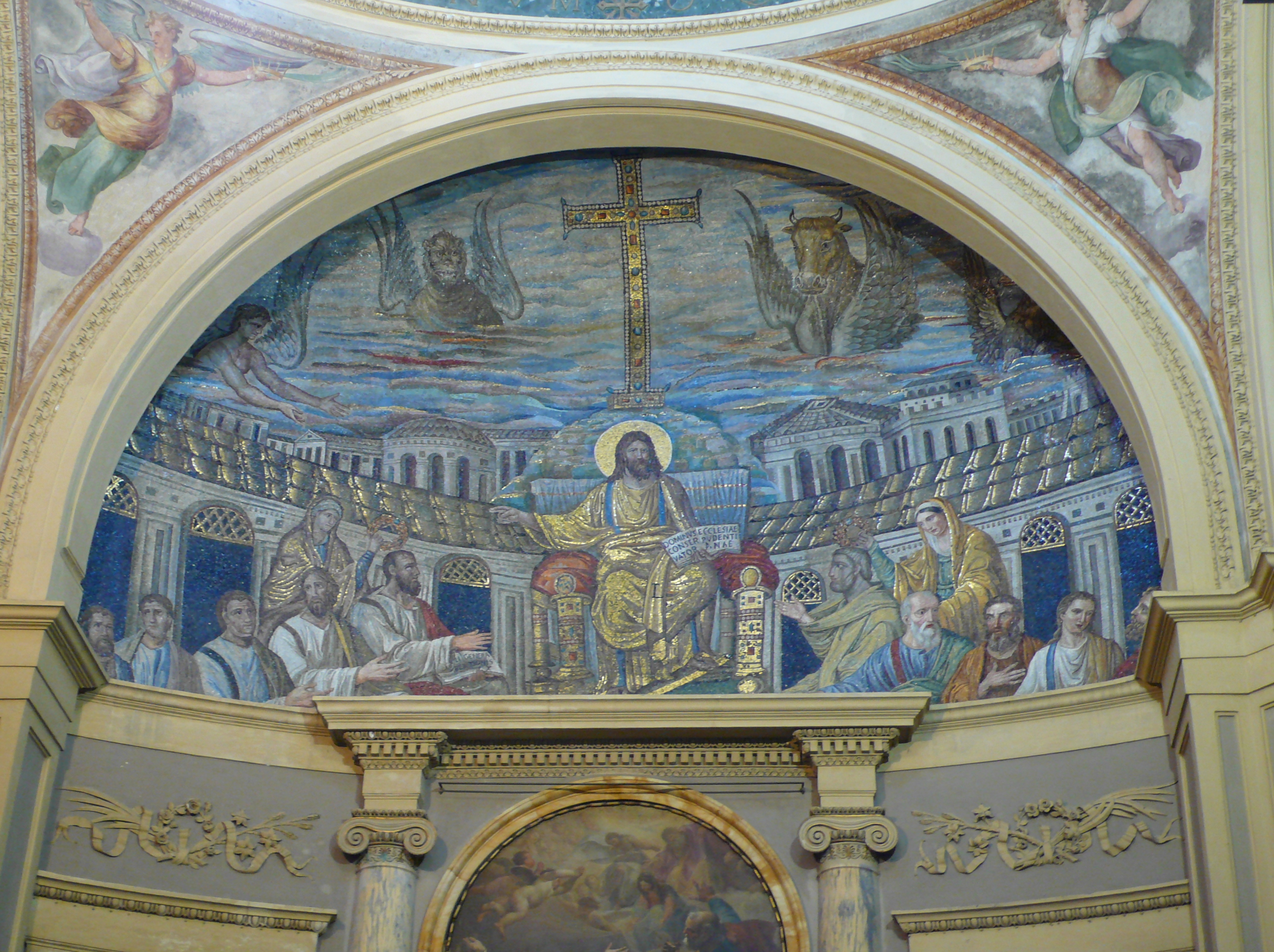
Mozaika w konsze absydy w bazylice św. Pudencjany w Rzymie

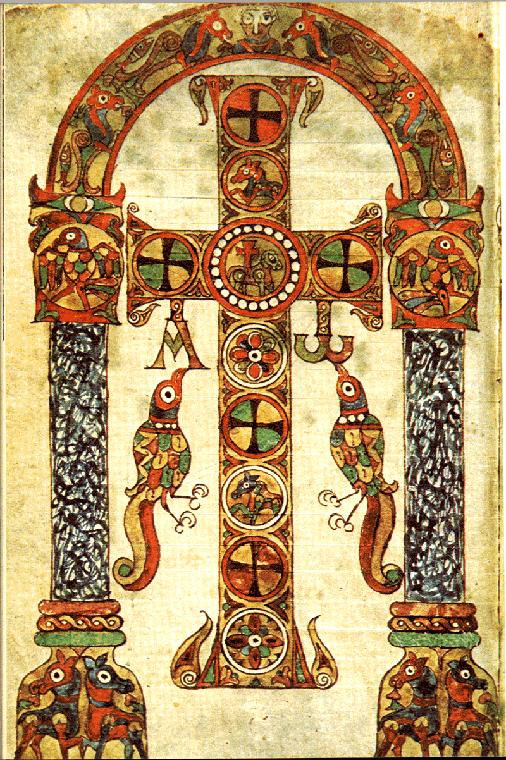
Crux gemmata z irlandzkiego manuskryptu

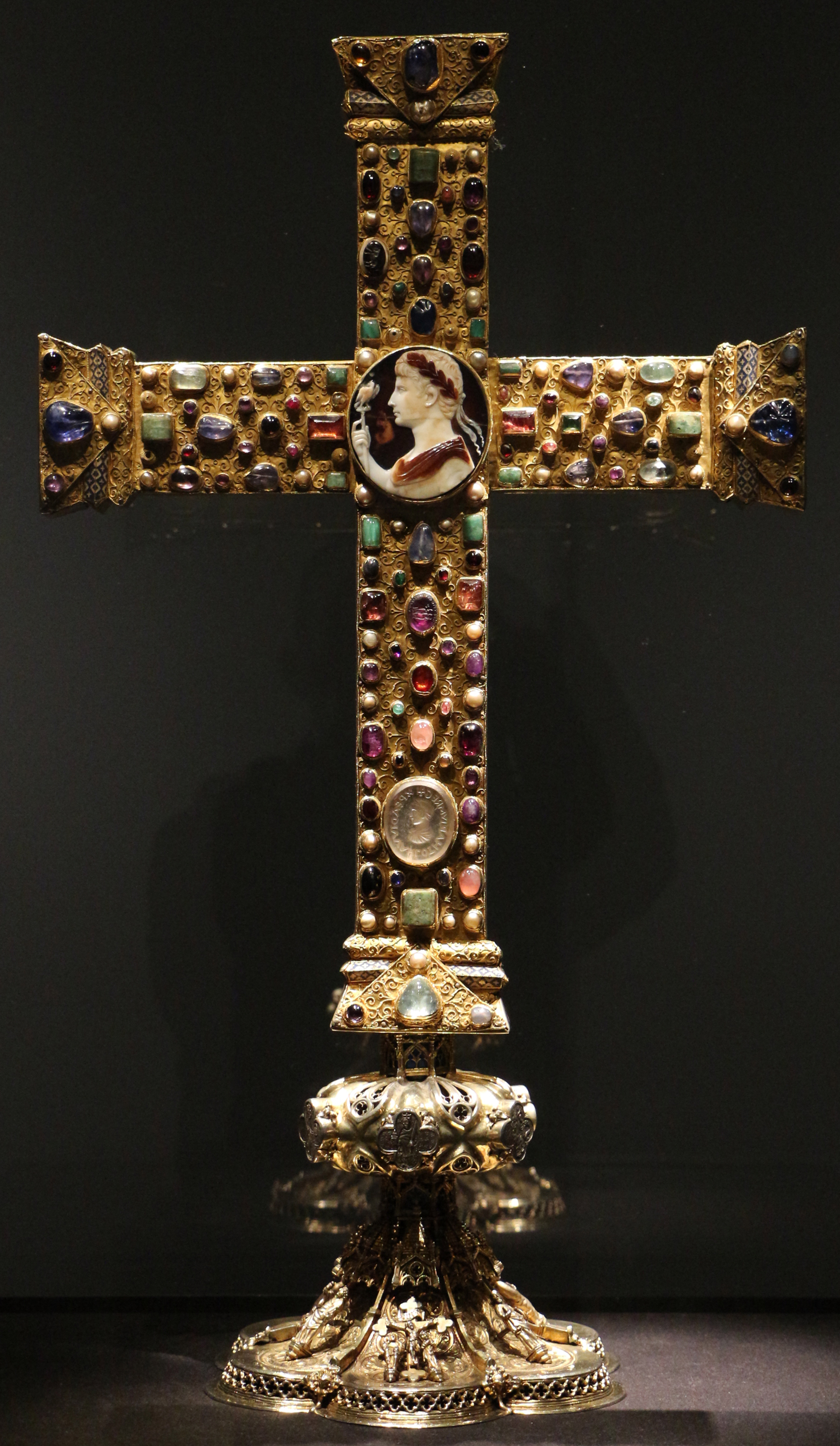
Krzyż Lotara

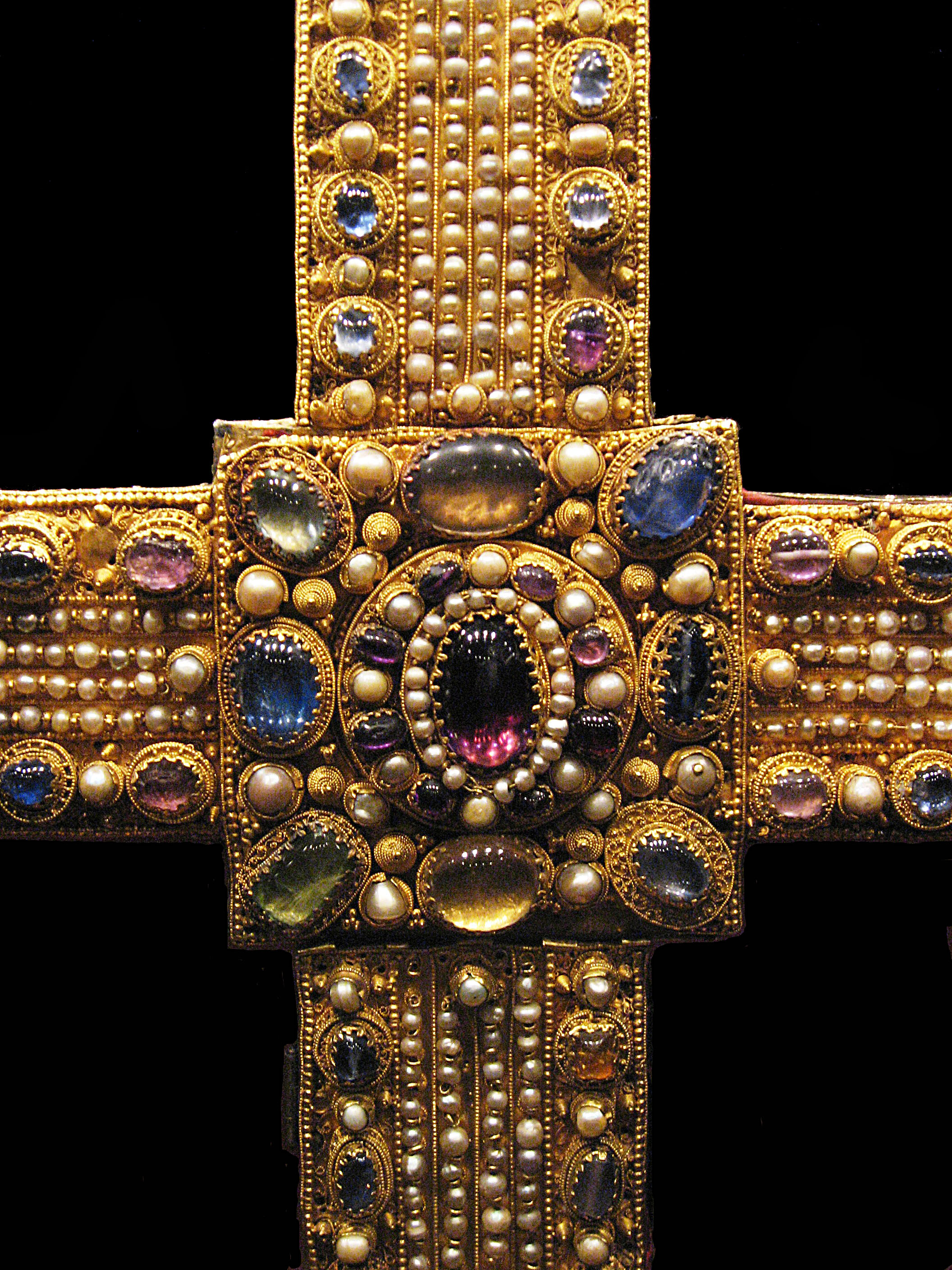
Fragment Krzyża Rzeszy

Crux gemmata (z łac. crux (r. żeński) – krzyż, gemmata – zdobiona kamieniami szlachetnymi) – w sztukach plastycznych przedstawienie krzyża ozdobionego kamieniami szlachetnymi, perłami i innymi wartościowymi wyrobami jubilerskimi z minerałów i skał. Crux gemmata interpretowana jest przede wszystkim jako znak triumfalnej, zbawczej męki i śmierci Chrystusa, który stał się Najwyższym władcą; krzyże tego typu obrazują majestat władzy Bożej, a ponadto wizję Niebiańskiej Jerozolimy. W kontekście sztuki Crux gemmata (jego określona forma, dekoracja o wymyślnej kompozycji) często stanowiła ideowe centrum, symboliczny znak obecności Jezusa oraz jest jednym ze świadectw hołdu Chrystusa przez duchowieństwo i ludzi Kościoła. Ten typ ikonograficzny preferowano głównie w sztuce starochrześcijańskiej, bizantyjskiej, przedromańskiej i romańskiej. Pojęcie crux gemmata jest szerokie. Dotyczy zarówno dwuwymiarowych przedstawień krzyży z dekoracją imitującą kameryzację, głównie w malarstwie książkowym, ściennym, a także w mozaice, a także trójwymiarowych krzyży, najczęściej kryjących wewnątrz relikwie gł. Drzewa Krzyża, wykonanych ze złota i ozdobionych kamieniami szlachetnymi. Częstokroć na cruces gemmatae występują wizerunki Chrystusa, głównie ukrzyżowanego lub w ujęciu popiersiowym na skrzyżowaniu ramion.

## Historia i przykłady
Tradycja ikonograficzna crucis gemmatae sięga okresu późnoantycznego, kiedy to upowszechniło się dekorowanie różnych przedmiotów kamieniami szlachetnymi. Wraz z odnalezieniem przez cesarzową Helenę, matkę Konstantyna Wielkiego Krzyża Pańskiego, wzrósł kult tejże relikwii, tenże znak upowszechnił się na szeroką skalę w ikonografii. Początkowo dekorowany krzyż był preferowany głównie w mozaikach; tendencje te przeważały do sztuki przedromańskiej. Zachowały się liczne przykłady crucis gemmatae w sztuce wczesnochrześcijańskiej i bizantyjskiej. Na konsze absydy w bazylice św. Pudencjany (384–389), gdzie krzyż wznosi się na pagórku, powyżej tronującego Chrystusa. Ten typ ikonograficzny przejęła szybko sztuka bizantyńska. Kilka mozaikowych cruces gemmatae zachowało się w Rawennie; w konsze absydy w kościele Sant'Apollinare in Classe (konsekr. 549) gdzie ozdobny krzyż umieszczono na tle sfery niebiańskiej ponad owczarnią. Bardzo uproszczona wersja crucis gemmatae zdobi sklepienie kopuły mauzoleum Galli Placydii. Otaczają go liczne gwiazdy, a w narożach symbole Czterech Ewangelistów. W fundowanym przez Justyniana raweńskim kościele San Vitale motyw ten pojawia się na ścianach prezbiterium (złoty krzyż w sferze niebieskiej trzymanej przez parę aniołów) i ponad arkadą tęczową. Nie zachowała się do dziś mozaikowa crux gemmata na szczycie sklepienia kopuły Hagia Sophia, jednakże wspomina o nim w opisie tegoż kościoła Paulus Silentiarius.
Crux gemmata pojawia się również na pustych tronach, zwykle obok krzyża leży księga Ewangelii, co ma symbolizować obecność Boga w kościele i zapowiadać Paruzję. Motyw ten znany jako Etimazja znany jest z mozaiki zdobiącej wschodnią część w bazylice Santa Maria Maggiore w Rzymie. W Rawennie motyw ten zdobi kopułę baptysterium Arian. Bizantyńską tradycją crucis gemmatae jest wpisanie tegoż motywu w nimb otaczający głowę Chrystusa, co egzemplifikują mozaikowe wizerunki Chrystusa Pantokratora z XII wieku, zdobiące sklepienia katedr w Monreale i Cefalu na Sycylii.
W Bizancjum pojawiły się także trójwymiarowe krzyże z klejnotami, pełniące funkcje relikwiarza, krzyża procesyjnego lub stanowiące element ołtarza. Najstarszym przykładem jest krzyż relikwiarzowy cesarza Justyna II podarowany papieżowi Janowi III zawierający relikwie Krzyża Chrystusa. Jest zbliżony kształtem do krzyża greckiego, wykonany ze złotej blachy i ozdobiony kamieniami szlachetnymi oraz perłami. Ramiona krzyża opatrzone są repusowanymi inskrypcjami otoczonymi klejnotami. Na skrzyżowaniu ramion umieszczono drewno relikwii.
Kameryzowane krzyże były preferowane w sztuce wizygockiej w VII wieku, jako element korony wotywnej – wiszącej obręczy, której powierzchnię i wiszące aplikacje zdobią kamienie szlachetne. Krzyże tych koron ozdobione są oszlifowanymi kamieniami w formie kaboszonów. Przykładami są krzyże koron wotywnych ze Skarbu z Guarrazar, odnalezionego w 1859 r.
Kolejnym wczesnośredniowiecznym przykładem crux gemmata jest krzyż Dezyderiusza – króla longobardzkiego. Dzieło to charakteryzuje się bogatą kameryzacją po obu stronach. W sztuce karolińskiej i insularnej crux gemmata pojawiła się w malarstwie książkowym, czego przykładami są krzyże z iluminowanych stronic w Sacramentarium Gelasianum oraz ewangeliarzu z Lindisfarne. Motyw ten stanowi także element dekoracji opraw ksiąg liturgicznych, m.in. Codex Aureus z Lindau.
W dobie sztuki ottońskiej złote i kameryzowane krzyże przejęły bizantyńską tradycję w zakresie treści, formy i funkcji, przy czym położono nacisk na pomysłowość dekoracji i form. Zachowało się kilka takich dzieł o znaczącej wartości artystycznej. Ważnym przykładem jest krzyż Lotara, datowany na około 1000 r. przechowywany w skarbcu katedry w Akwizgranie. Pełnił funkcję krzyża procesyjnego, a ponadto mógł być wystawiany na mensie ołtarzowej. Wysadzany jest symetrycznie rozmieszczonymi szlachetnymi kamieniami, perłami i gemmami, ilustrującymi wizję Niebieskiej Jerozolimy. Na skrzyżowaniu belek krzyża umieszczona jest kamea z wizerunkiem cesarza Oktawiana Augusta, będąca ideowym znakiem tożsamości Ottonów z cesarzami rzymskimi. Strona zdobiona klejnotami jest to strona „cesarska”, natomiast druga jest „stroną Chrystusa”, ponieważ na niej figuruje Chrystus na krzyżu, ponad którym z niebańskiego firmamentu wyłania się Manus Dei. W skarbcu przy kościele kanoniczek w Essen, zachowały się cztery cruces gemmatae – Krzyż Ottona i Matyldy z wizerunkiem Chrystusa na krzyżu i emalią z wizerunkami wnuków cesarza Ottona I – Ottona I Szwabskiego i jego siostry Matyldy, tzw. Krzyż z wielkimi emaliami, z charakterystycznymi dużymi emaliowanymi plakietkami przedstawiającymi Grupę Ukrzyżowania i symbole Czterech Ewangelistów, Krzyż Teofano ozdobiony dużym kryształem górskim na przecięciu ramion oraz tzw. Młodszy Krzyż Matyldy z emaliowanym przedstawieniem adorującej Marię z Dzieciątkiem Jezus ksieni Matyldy. Spośród regaliów cesarskich – na zwieńczeniu korony cesarskiej oraz Krzyż Rzeszy użyto formy krzyża zgodnej z ikonografią crux gemmata. Sztuka romańska przejęła ottońską tradycję na szerszą skalę, objęła znaczną część Europy łacińskiej. Głównymi ośrodkami wyrobu tego typu dzieł były Nadrenia i Saksonia. Przykładami są krzyż procesyjny Bernwarda z Hildesheim przechowywany w skarbcu tamtejszej katedry, pektorał krzyżowy w skarbcu katedry w Maastricht związany ze świętym Serwacym, czy krzyż z katedry w Osnabrück. W przypadku sztuki Polski dziełem zbliżonym do crux gemmata jest XIII-wieczny krzyż wykonany z diademów książęcych przechowywany w skarbcu katedralnym na Wawelu w Krakowie.

## Galeria

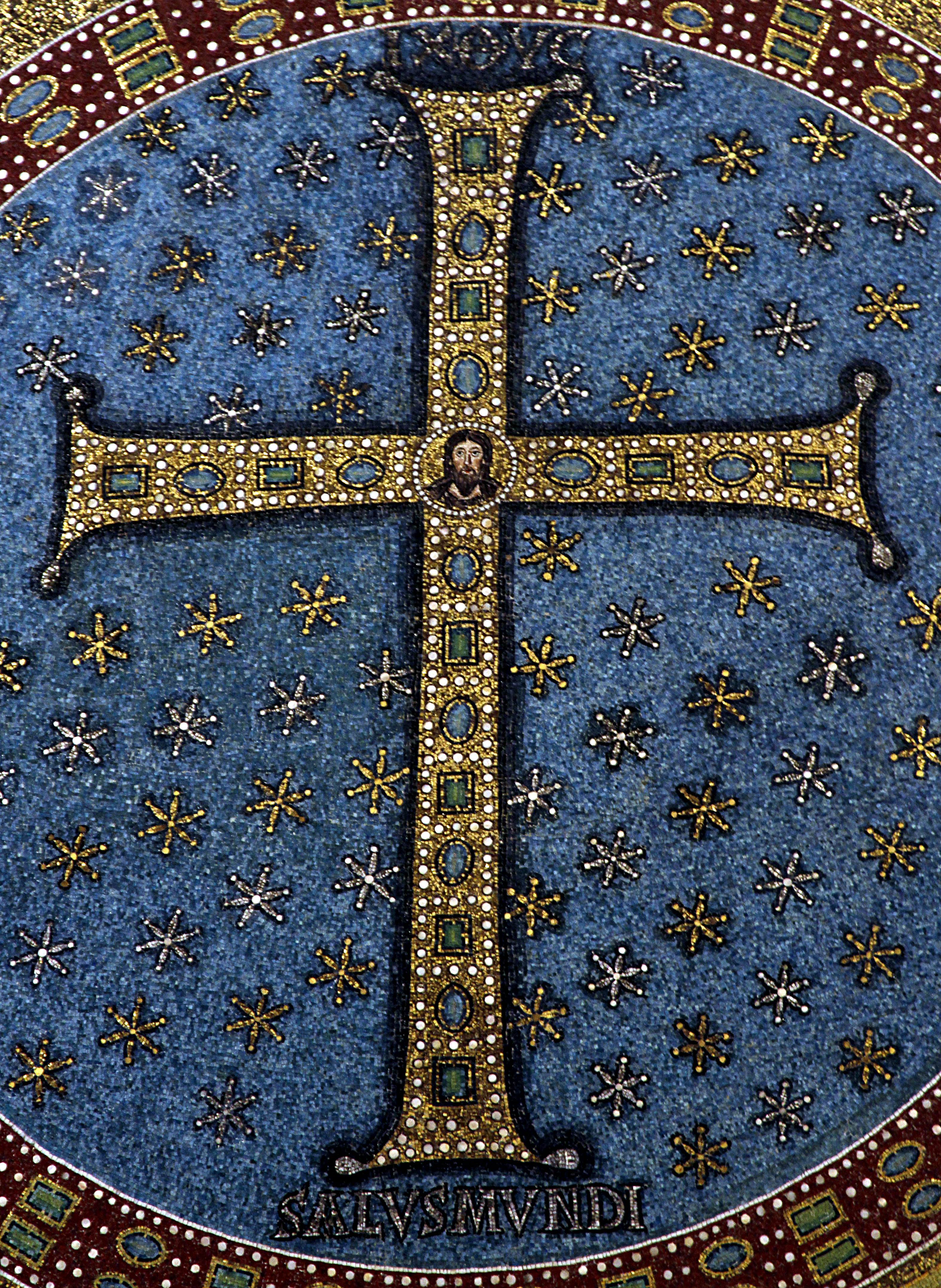
Szczegół mozaiki w kościele Sant'Apollinare in Classe w Rawennie
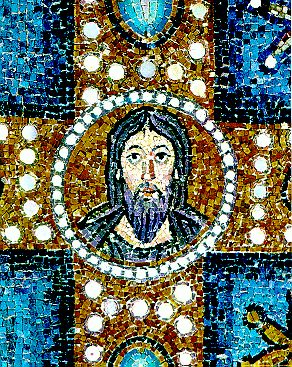
Jezus Chrystus – szczegół mozaiki
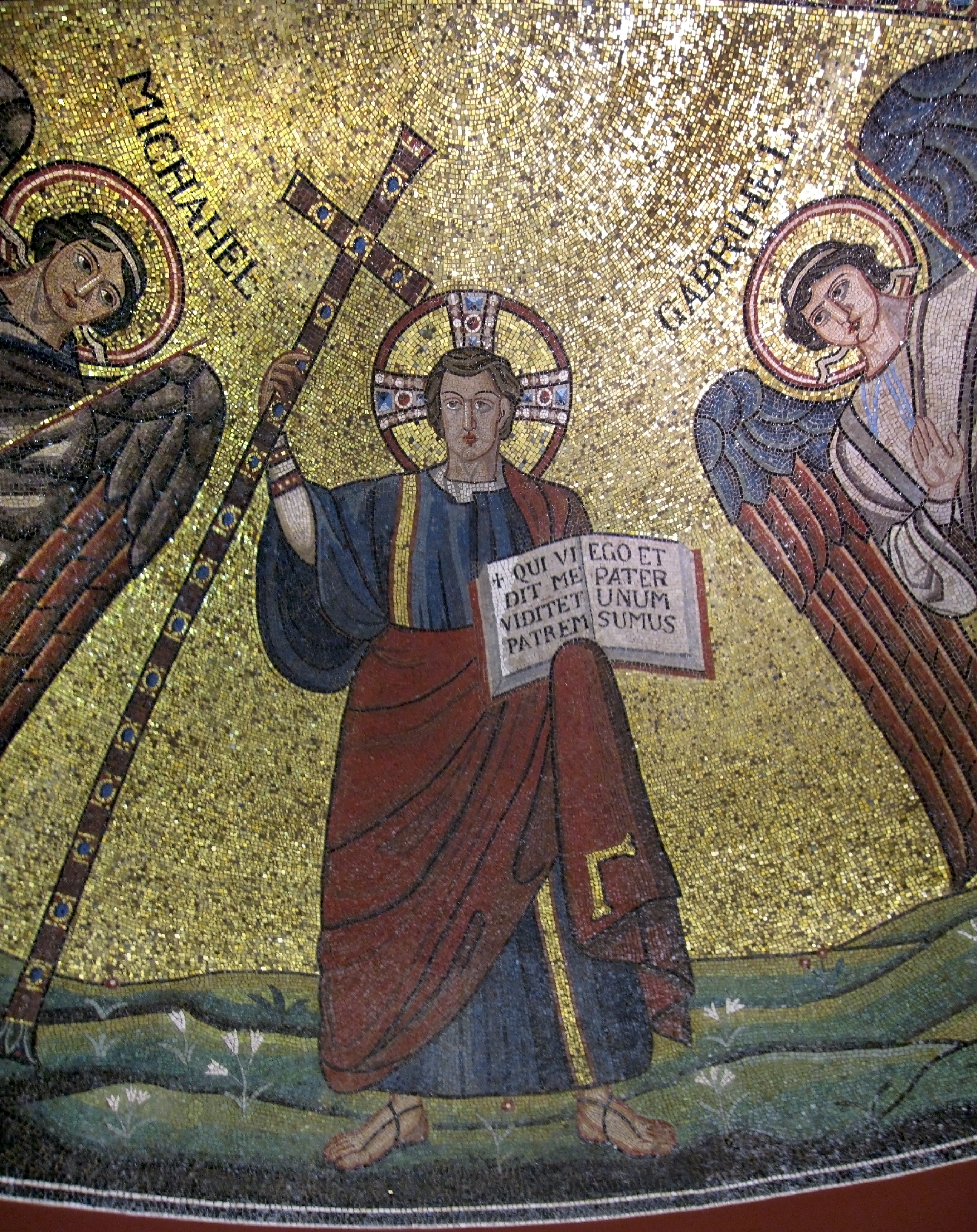
Mozaika raweńska, obecnie w Muzeum Sztuki Bizantyjskiej w Berlinie
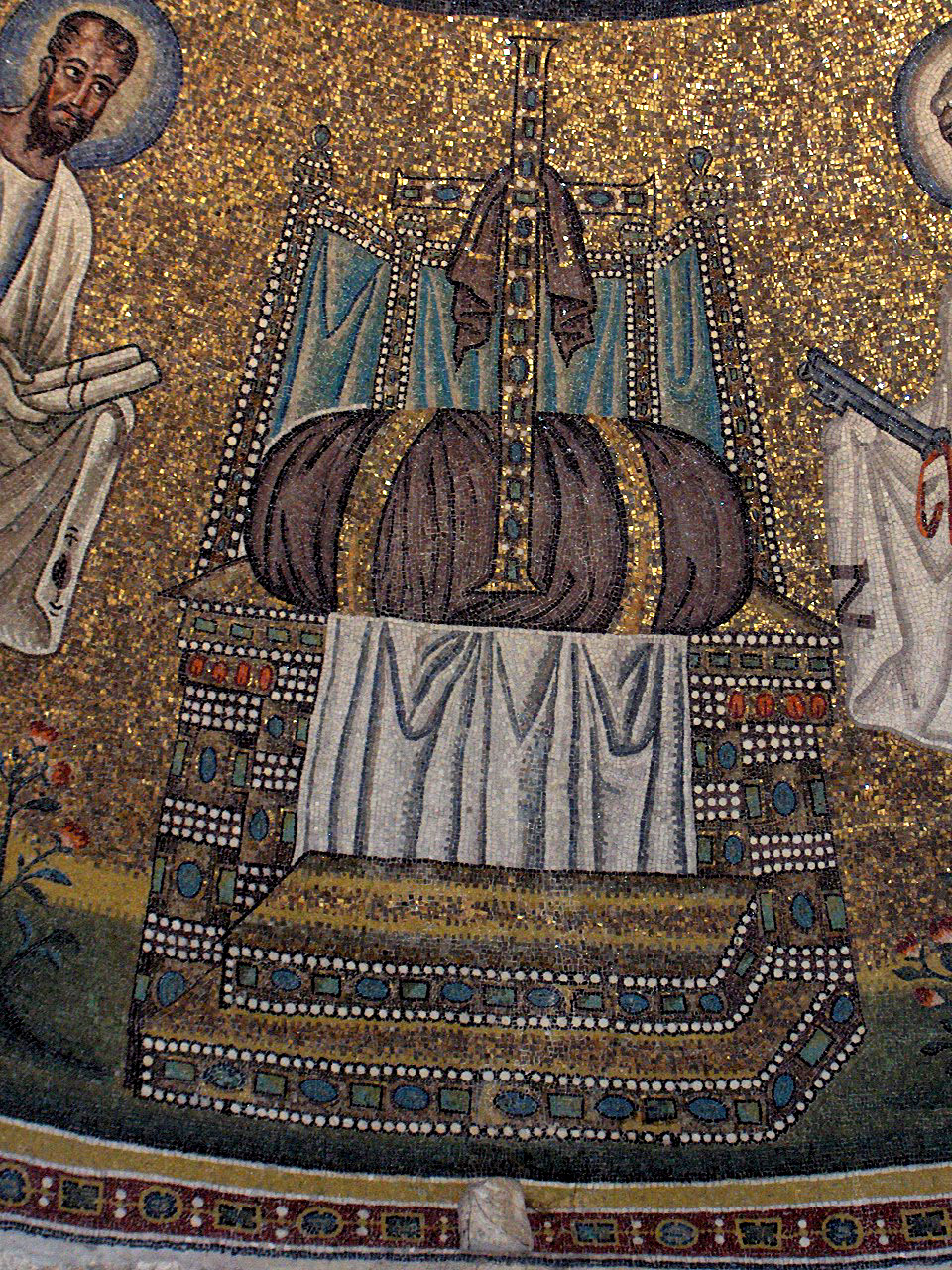
Fragment mozaiki kopuły baptysterium Arianów w Rawennie
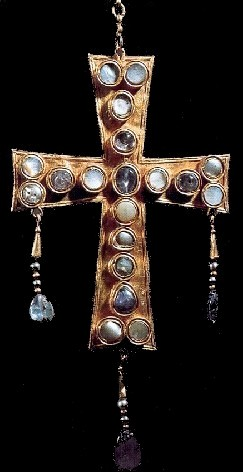
Wizygocki krzyż korony wotywnej ze Skarbu z Guarrazar
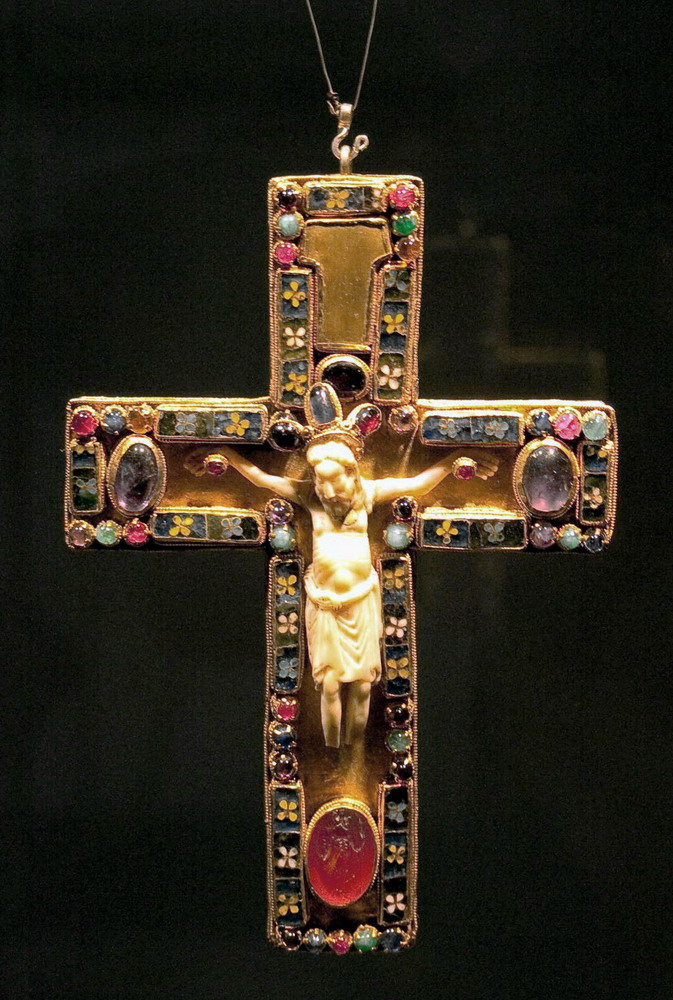
Tzw. Krzyż Serwacego – pektorał z X wieku, w skarbcu katedralnym w Maastricht
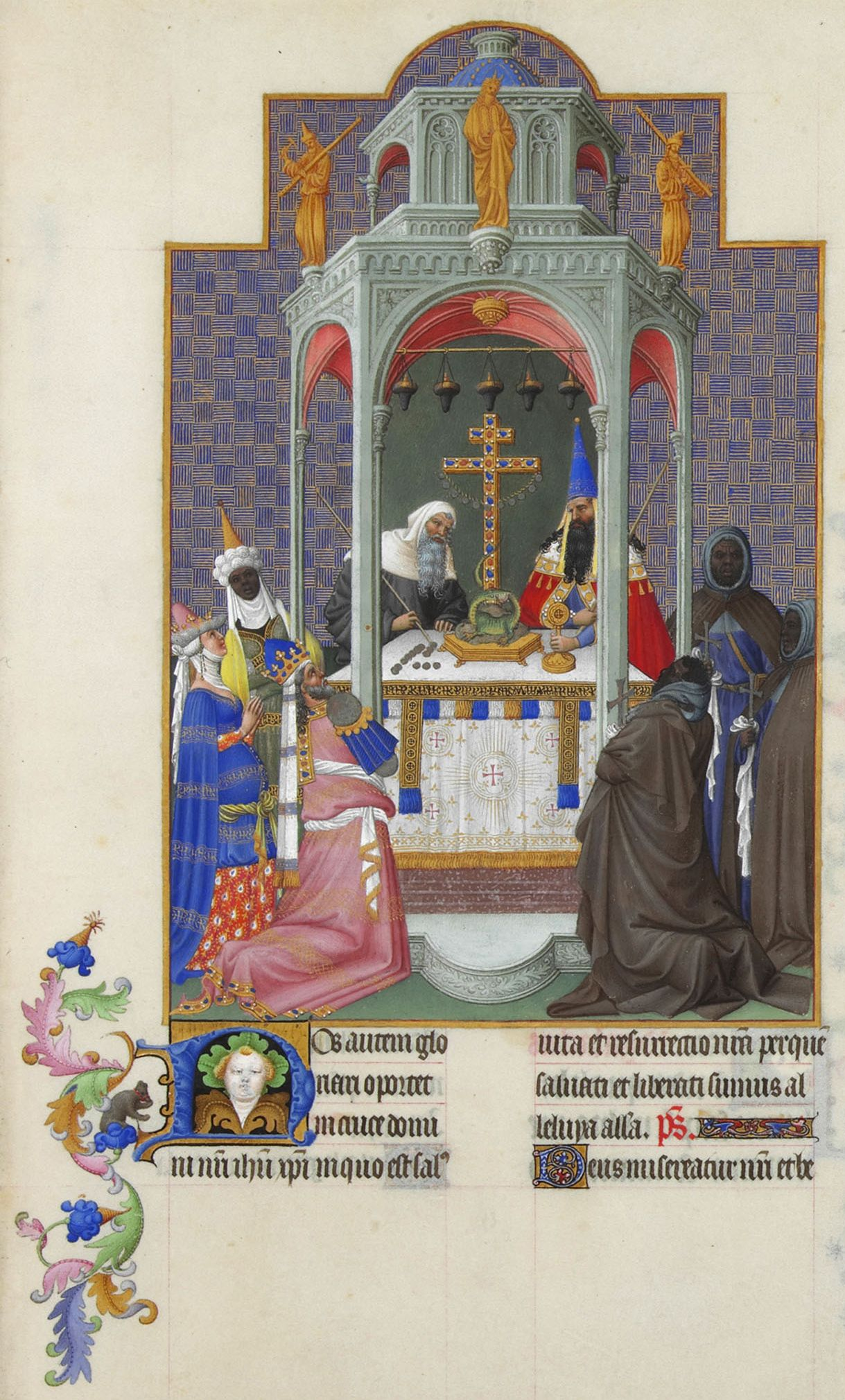
Podniesienie Krzyża – miniatura z Bardzo bogatych godzinek księcia de Berry
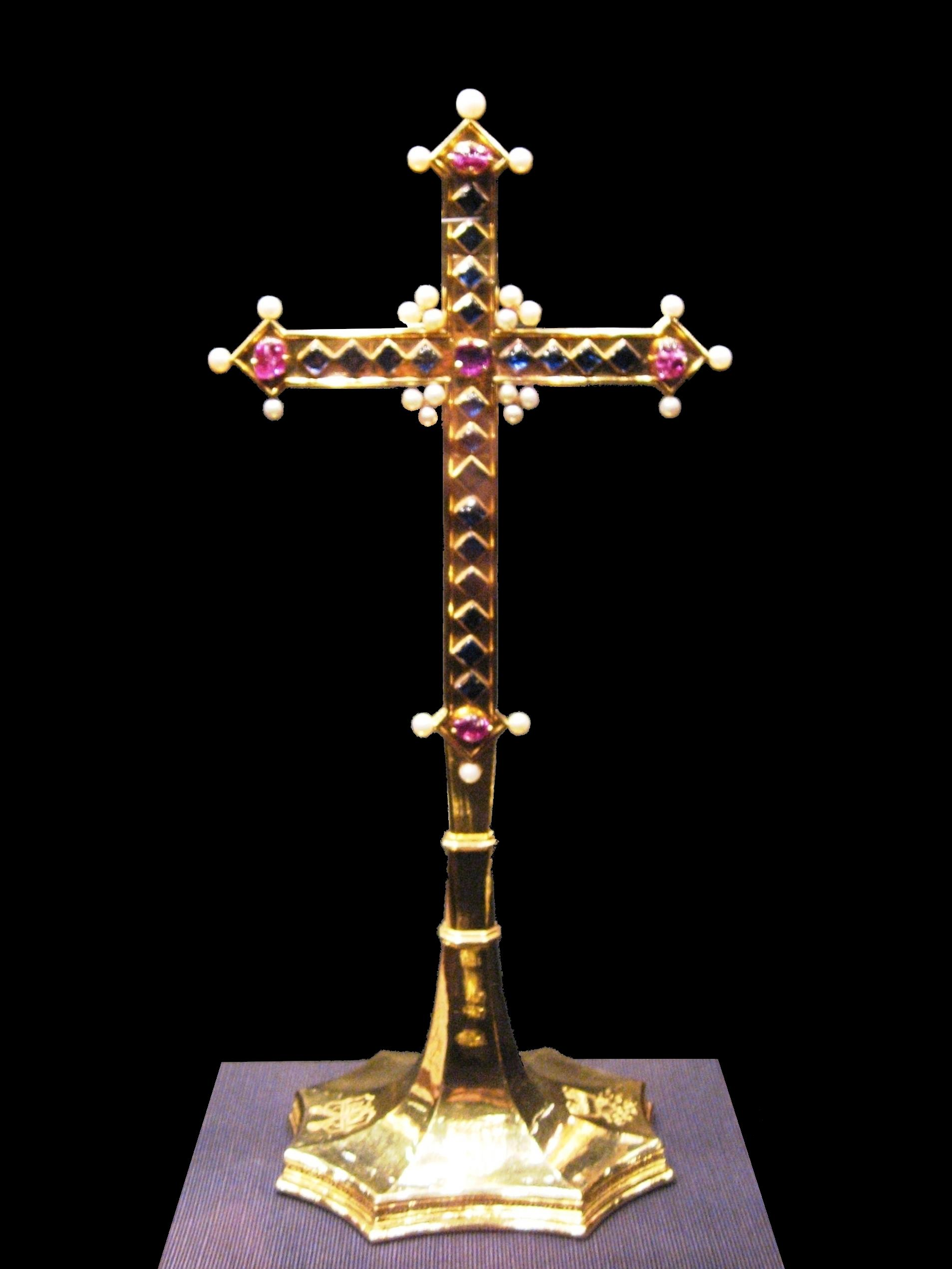
Późnogotycki krzyż ołtarzowy w wiedeńskim Schatzkammer